# Naftali Bennett
Naftali Bennett (Hebreeuws: נפתלי בנט) (Haifa, 25 maart 1972) is een Israëlische politicus en voormalig ICT-ondernemer. Tussen 13 juni 2021 en 30 juni 2022 was hij de premier van Israël.
Aanvankelijk was Bennett lid van Likoed, daarna van Het Joodse Huis, en in december 2018 stichtte hij met Ayelet Shaked de partij Nieuw Rechts. Sinds 14 mei 2015 was hij minister van Diasporazaken en minister van Onderwijs in het kabinet-Netanyahu IV. Begin november 2019 werd hij, in de verkiezingsstrijd, door Benjamin Netanyahu benoemd tot tijdelijk minister van Defensie. Bennett is een overtuigd religieus-zionist en is een aanhanger van het modern-orthodoxe jodendom. Op 13 juni 2021 werd hij voor één jaar premier van de 36e regering van Israël. Sinds 1 juli 2022 werd hij door Yair Lapid opgevolgd.

## Levensloop
De Amerikaanse joodse ouders van Bennett emigreerden na de Zesdaagse Oorlog van 1967 naar Israël. Toen hij een jaar was keerden zij in de zomer van 1973 terug naar de VS, naar San Francisco. Na afloop van de Jom Kipoer-oorlog keerden zij weer terug naar Israël. Vier jaar oud ging hij met hen naar Montreal, waar het gezin twee jaar bleef. Terug in Haifa bezocht hij de Carmel-basisschool, maar in de tweede klas verhuisde het gezin naar Teaneck in New Jersey. In 1982 keerden zij terug naar Haifa, waar hij de Yavne Jeshiva middelbare school bezocht. Hij werd jeugdleider, "madrich", bij de afdeling Karmel van de religieus-zionistische jeugdbeweging Bne Akiwa
Bennet ging in 1990 in militaire dienst en werd geselecteerd voor de officiersopleiding. Hij diende vervolgens in Sayeret Matkal en koos daarna voor Sayeret Maglan: commando-eenheden van het Israëlische leger. Hij zat in het leger tijdens de laatste jaren van de Eerste Intifada , het conflict in Zuid-Libanon (1982-2000) en tijdens Operatie "Druiven der Gramschap" (1996). Aan Operatie Defensive Shield (Tweede Intifada) en de Israëlisch-Libanese Oorlog van 2006 nam hij deel als reservist.
Bennett nam als bevelhebber van een 67-koppige Maglan-eenheid deel aan de Operatie Druiven der Gramschap ("Grapes of Wrath") in Zuid-Libanon in 1996. Zijn eenheid bevond zich achter de vijandige linies om raketlanceerinstallaties van Hezbollah op te sporen en te vernietigen. Hij kwam in een hinderlaag terecht met zijn eenheid en vroeg via de radio om versterking. Het Israëlisch Defensieleger reageerde met een artilleriebeschieting. Deze trof de bij het dorpje Kafr Kanna gelegen VN-compound, waar vluchtelingen een toevlucht hadden gezocht. Meer dan 100 personen kwamen om, waaronder VN-soldaten. Dit leidde tot internationale verontwaardiging en diplomatieke druk, waardoor de operatie eerder door Israël werd afgeblazen. Volgens een journalist van de Israëlische krant Yediot Ahronot was Bennett afgeweken van het afgesproken plan. Anderen daarentegen namen het voor Bennett op.
Hij studeerde in deze periode ook rechten aan de Hebreeuwse Universiteit van Jeruzalem en ging daarna in Manhattan aan de slag als ICT-ondernemer. In 1999 was hij medeoprichter van het ICT-bedrijf Cyota dat gespecialiseerd was in software tegen fraude. In 2005 werd Cyota (uitgezonderd de Israëlische afdeling) voor 145 miljoen dollar verkocht aan RSA Security waardoor hij op zijn 33ste multimiljonair werd.

### Politieke loopbaan
Van 2006 tot 2008 was hij stafchef van Likoed-leider Benjamin Netanyahu, die destijds in de oppositie zat. Onenigheid met diens echtgenote Sara zou de reden zijn geweest dat hij er na twee jaar mee stopte. Van begin 2010 tot begin 2012 was Bennett algemeen directeur van de Jesha-raad, de koepelorganisatie van Israëli's woonachtig op de Westelijke Jordaanoever. In die hoedanigheid gaf hij in 2010 leiding aan het verzet tegen de voorgenomen bevriezing van Israëlische nederzettingen. In 2010 richtte hij samen met Ayelet Shaked Mijn Israël op, een rechtse buitenparlementaire beweging die het zionisme wil bevorderen. Na in 2012 van Likoed naar Het Joodse Huis te zijn overgestapt, werd hij bij een interne partijverkiezing op 6 november 2012 tot lijsttrekker verkozen. Het Joodse Huis is de voortzetting van de Nationaal-Religieuze Partij, die in een neerwaartse spiraal was gekomen, maar als 'Het Joodse Huis' bij de parlementsverkiezingen van 2013 een comeback maakte en als gevolg daarvan met twaalf zetels in 19e Knesset kwam. Om zijn zetel in te nemen, moest hij zijn tweede nationaliteit, het Amerikaanse staatsburgerschap, opgeven. In het op 18 maart 2013 aangetreden kabinet-Netanyahu III, bekleedde hij de posten van minister van Industrie, Handel en Arbeid alsook van Religieuze Dienstverlening. In de daaropvolgende regering, het kabinet-Netanyahu IV, kreeg hij de beschikking over de ministeriële portefeuilles van Onderwijs en van Diasporazaken. Door gebruik te maken van een nieuwe wet (de Noorse Wet) was hij van begin oktober tot begin december 2015 geen lid van de op 31 maart 2015 ingezworen 20e Knesset.
Tijdens de verkiezingsstrijd vanaf april 2019 die eind november nog steeds geen kabinet had opgeleverd, was hij begin november 2019 door premier Benjamin Netanyahu benoemd tot tijdelijk minister van Defensie. Netanyahu die in november 2018 ook de post van minister van Defensie Avigdor Lieberman had overgenomen was aangeklaagd voor onder meer fraude en omkoping en kon daarvoor een proces tegemoet zien.

## Premier
Op 13 juni 2021 volgde hij Benjamin Netanyahu op als premier van de regering-Bennett-Lapid. Volgens de gemaakte afspraken is Bennett de eerste helft van de verhoopte regeringsperiode premier en Yair Lapid de tweede.
Tot grote woede van Netanyahu en diens Likoed had hij besloten met Yair Lapid in zee te gaan en met de regeringscoalitie die deze - in opdracht van president Rivlin - aan het smeden was. Zijn Yamina-fractie (d.w.z. 6 van de 7), Yisrael Beiteinu (7), New Hope (6) (alle drie rechts tot zeer rechts), Yesh Atid (Lapid, 17), Blauw en Wit (8) (beide midden), Arbeidspartij (Israël) (7) en Meretz (beide links) hadden samen 57 Knesset-zetels. De vier zetels die een krappe meerderheid van 61 zetels mogelijk maakten kwamen van het Palestijns-Arabische Islamitische Ra'am. Een regering van nationale eenheid dus van uiterst rechts tot tamelijk links. Nog niet zolang geleden had Bennett gezegd nooit met Ra'am in zee te zullen gaan. Het wegkrijgen van een gemeenschappelijke politieke vijand, Netanyahu, was echter een belangrijke beweegreden. Daarna volgde de noodzaak om eindelijk met een begroting te komen. Dan woningbouw en infrastructuur. Vervolgens de kwestie van de verhouding tussen "synagoge en staat". Mansour Abbas van Ra'am kreeg een bonus in de vorm van een tijdelijke versoepeling van de toepassing van de Kaminitz-wet die illegale bewoning/bouw moet terugdringen (Palestijnen krijgen maar moeilijk bouwvergunningen (en geen woonvergunningen in niet-Arabische buurten)). Ook zou er meer geld naar de Palestijns-Arabische gemeenschap gaan. Commentatoren verwachten geen vredesproces leidend tot een tweestatenoplossing.
Voor de machtsoverdracht trok Netanyahu een half uur uit. Volgens het Bennett-team was er geen overdracht op papier met de meest recente informatie met betrekking tot de verschillende dossiers.
Bennett reageert anders op de "brand-ballonnen" uit de Gazastrook dan zijn voorganger. Toen die een achttal branden in velden in Zuid-Israël hadden veroorzaakt liet hij - als een van zijn eerste maatregelen als premier - enkele bombardementen uitvoeren op doelen in de Gazastrook. Deze veroorzaakten weinig schade. Hamas had met een daad gedreigd mocht de Jeruzalem-mars door Oost-Jeruzalem doorgaan. Bennett had toestemming voor de mars gegeven. Duizenden ultranationalisten liepen er op 15 mei in mee, die onder andere "Dood aan de Arabieren" riepen.
Dinsdagnacht 6 juli 2021 leed de regering-Bennett een nederlaag in de Knesset. Het betrof een debat over de verlenging van de noodwet "Burgerschap en toelating tot het land", die in 2003 tijdens de Tweede Intifada van kracht werd. Toen was er een aanslag gepleegd door een Palestijn van de Westbank die door een huwelijk het Israëlische burgerschap had gekregen en sindsdien moet deze noodwet jaarlijks door de Knesset verlengd worden. Deze wet maakt het onmogelijk voor Israëlische Palestijnen om hun echtegeno(o)t(e) die nog op de Westelijke Jordaanoever of in de Gazastrook woont legaal naar Israël te halen. Dit gebeurt wel illegaal en deze echtparen leven in grote spanning. De stemverhouding was 59-59, met 2 onthoudingen. Linkse Knessetleden (vanwege de aard van de wet) en Likoed en "religieus rechts"(om de regering-Bennett dwars te zitten) stemden tegen verlenging. Bennett had nog via een compromis geprobeerd Knessetleden over de streep te trekken. Hij ging zover om de wet maar voor een half jaar te verlengen en een 1600 Palestijnen, die al met een (Palestijnse) Israëliër zijn getrouwd, zouden een tijdelijke verblijfsvergunning krijgen. Enkele linkse Knessetleden en twee Arabische stemden nu voor en twee Arabische parlementariërs onthielden zich. Bennett had het debat van tevoren met een referendum vergeleken.
Voor het geval Palestijnen nu een aanvraag voor het Israëlisch burgerschap overwegen, de minister van Binnenlandse Zaken Ayelet Shaked heeft al gezegd haar macht te zullen gebruiken deze te blokkeren.
Zondag 11 juli, even na middernacht, kon hij dan eindelijk de ambtswoning aan de Balfourstraat in Jeruzalem betrekken, nadat zijn voorganger deze - na 12 jaar resideren - leeg had opgeleverd. Hij gaat daar vier dagen per week wonen, de rest van de week in Ra'annana met zijn gezin.
In de periode van 1 tot 5 november slaagde hij er in om de begroting voor 2021 en vervolgens 2022 - nipt - door de Knesset te krijgen (NIS 432.5 miljard resp. NIS 452.5 miljard). Dit betekende dat zijn regering een heel stuk steviger in het zadel zat.

#### Meerderheid kwijt
Op 5 april 2022 verloor zijn coalitie de ene meerderheidszetel. Idit Silman, partijgenoot van Bennett, was overgelopen naar het kamp van Netanyahu. Zij kon niet verteren dat de minister van volksgezondheid Nitzan Horowitz had toegestaan dat bezoekers van ziekenhuizen met Pesach gerezen voedselproducten meenamen voor patiënten. Regeren wordt nu een stuk lastiger.

#### Noodwet-crisis
Op 6 juni 2022 werd door de Knesset de herbekrachtiging van een noodwet afgewezen die voor de Israëlische staat de juridische positie van de Israëlische bewoners van de (niet door het internationaal recht erkende) joodse nederzettingen op de Westbank regelt. In feite worden zij erdoor precies behandeld als hadden zij in Israël zelf gewoond. Deze noodwet moet wel elke 5 jaar worden aangenomen. Juridisch is de Westbank namelijk sinds 1967 bezet gebied en is er een militaire gouverneur die voor het bestuur verantwoordelijk is. Doordat de wet niet werd aangenomen (met 52 voor en 58 tegen) zijn deze Israëlische bewoners juridisch in een vacuüm beland. Staan zij nu onder de militaire gouverneur? Worden zij berecht door een militaire rechtbank?
Likoed, Shas, Verenigd Torah Jodendom en Nationaal Religieuze Partij wilden de regering Bennett in een crisis storten in de hoop dat minister van justitie Sa'ar (Nieuwe Hoop) zou overstappen naar een door hen te vormen nieuwe coalitie (buiten verkiezingen om). Een lid van Yamina onthield zich, twee leden van Meretz stemden tegen en Mansour Abbas van Ra'am was afwezig.

#### Handdoek in de ring
Op 20 juni 2022 maakten Bennett en Lapid tijdens een persconferentie bekend dat zij gingen stoppen als kabinet. Hun kabinet heeft aan de Knesset een wetsvoorstel gedaan om zich te ontbinden en nieuwe verkiezingen uit te schrijven (de 5e keer in 3,5 jaar tijd). Deze heeft het voorstel in de drie lezingen (rondes) aangenomen en gesteld dat nieuwe verkiezingen worden gehouden op 1 november 2022. Lapid nam het premierschap op 1 juli van Bennett over. De noodwet die aan Israëlisch-joodse bewoners van de Westbank (C-gebied) een gelijke juridische status geeft als Israëliërs die binnen Israël zelf wonen en die door de oude Knesset niet verlengd werd, wordt nu automatisch verlengd tot de volgende Knesset zich erover gaat buigen.

## Buitenland-politiek

##### Russische invasie van Oekraïne in 2022
De regering-Bennett was in haar politiek en in haar uitspraken in de openingsfase van de Russische invasie van Oekraïne in 2022 zo terughoudend mogelijk. Israël heeft met beide landen goede betrekkingen. Daarbij heeft zij, omdat de Israëlische luchtmacht regelmatig in het Syrische luchtruim missies uitvoert (tegen doelen van Iran en Hezbollah), met Syrië's grote bondgenoot Rusland te maken, waarmee zij daar een en ander af te stemmen heeft.
Oekraïne wilde eind 2021 heel graag het Amerikaans-Israëlische Iron Dome afweersysteem kopen van de VS, maar de Israëlische regering gaf haar benodigde goedkeuring niet. Over andere militaire hulp zou overlegd worden.
Israël gaat middels de Jewish Agency for Israel zg. "aliyah-centra" openen aan de grenzen van Polen, Moldavië, Roemenië en Hongarije. Daar kunnen joodse Oekraïense vluchtelingen die naar Israël willen emigreren aankloppen voor de daartoe benodigde hulp.
Met betrekking tot deze invasie hield de Algemene Vergadering van de Verenigde Naties op 2 maart 2022 een speciale bijeenkomst waarop een resolutie in stemming gebracht werd, die met 141 stemmen werd aangenomen, met 5 landen tegen en 35 landen die zich van stemming onthielden. Israël stemde vóór. De resolutie herbevestigde o.a. "de soevereiniteit, de territoriale integriteit en onafhankelijkheid van Oekraïne binnen haar internationaal erkende grenzen, tot en met haar territoriale wateren"; "betreurt in de krachtigste termen de agressie van de Russische Federatie (RF) tegen Oekraïne daarbij artikel 2 (4) van het VN-Handvest overtredend"; "vraagt dat de RF onmiddellijk stopt met dit geweld en met elke dreiging tegen welke lidstaat dan ook"; vraagt dat de RF "onmiddellijk, volledig en onvoorwaardelijk" al haar legeronderdelen terugtrekt uit genoemd grondgebied van Oekraïne; dringt aan op een onmiddellijke vreedzame oplossing van het conflict.
Op zaterdag 5 maart - sjabbat, een Joodse dag van voorgeschreven rust, die Bennett geoorloofd brak met het oog op het mogelijk redden van mensenlevens - bezocht hij Poetin in het Kremlin. Zij spraken drie uur met elkaar en hij bood hem aan te bemiddelen. Daarna sprak hij met de Duitse bondskanselier Olaf Scholz om deze bij te praten. De zondag erop telefoneerden Poetin en Bennett met elkaar.

##### De Verenigde Naties
Tijdens de 76e sessie van de Algemene Vergadering van de Verenigde Naties (21-27 september 2021) sprak ook hij de aanwezige lidstaten toe. Er waren nogal wat lege stoelen. Thema's die hij aansneed waren de noodzaak om de polarisatie in de wereld te overwinnen door naar elkaar te luisteren, het belang van kennis en wetenschap, de Corona-pandemie: Israël's pluspunten daarin alsmede het belang zijn land open te houden. Ten slotte sprak hij lange tijd over het grote gevaar van (een nucleair) Iran. Hij noemde Israël een lichtend baken in een duistere omgeving. Hij wijdde geen woord aan de Palestijnse kwestie. Met uitzondering van een opmerking over het gevaar van Hamas.

##### Europese Unie (EU)
Israël tekende op 26 oktober 2021 voor zijn deelname aan het wetenschappelijke Horizon-programma 2021-2027 van de E. Dit heeft een bedrag te besteden van € 96 miljard. Minister van Buitenlandse Zaken, Yair Lapid, zei daarbij dat deze stap "Israël positioneert als een centrale speler in het grootste en belangrijkste onderzoeks- en ontwikkelingsprogramma ter wereld ". Horizon's voorwaarden verbieden Israël om EU-geld uit te geven in Israëlische faciliteiten in de bezette Palestijnse gebieden. De zorg van de EU over de voortdurende uitbreiding van Israëlische nederzettingen werd bij deze gelegenheid herhaald. Israël deed al mee aan het vorige Horizonprogramma.

##### Syrië (Golanhoogten)
Eind december 2021 besloot de regering-Bennett het aantal joodse kolonisten op de Golanhoogten in vijf jaar tijd te verdubbelen. Daartoe trok zij 280 miljoen euro uit voor woningen en wegen daar (ook voor onderwijs en duurzame energie). Na de verovering op Syrië in 1967 verdreef Israël een groot deel van de bevolking. Anno 2021 wonen er 25.000 Druzen en Alawieten naast 25.000 joodse kolonisten. Begin december nam de Algemene Vergadering van de VN een resolutie aan waarin Israël wordt gemaand zich uit de Golanhoogten terug te trekken.

##### Jordanië
Aangezien Jordanië in de greep is van politieke instabiliteit, besluit Bennett de monarchie te versterken, een strategische bondgenoot. Begin juli 2021 bracht hij een bezoek aan koning Abdullah II van Jordanië in zijn paleis in Amman. Hij besluit er meer dan 50 miljoen kubieke meter water aan Jordanië van het meer van Tiberias te verstrekken. Dat land heeft al langere tijd te kampen met droogte en watertekorten o.a. door klimaatverandering. In 2010 verkocht het al 10 miljoen kubieke meter water aan Jordanië en in april 2021 3 miljoen. De beide leiders zouden normale betrekkingen met elkaar nastreven. De overeenkomst zelf werd op 8 juli 2021 getekend. Ook het vredesproces, exportvergroting naar de Palestijnse Gebieden, energie en transport werden besproken.
Op 22 november 2021 ondertekenden Israël en Jordanië in Dubai - onder toeziend oog van de Amerikaan John Kerry - en medeondertekend door de Minister voor Klimaatzaken van de UAE ,een overeenkomst. Israël zal voorzien in 25% van de waterbehoefte van Jordanië en Jordanië in 8% van Israël's (hernieuwbare) energiebehoefte.

#### VS
Op 7 juli 2021 besloot de Israëlische regering de sloop van het huis van Montaser Shalabi uit te stellen, nadat de Amerikaanse regering daarom gevraagd had. Shalabi, zakenman, die ook de Amerikaanse nationaliteit heeft, zou volgens Israël twee maanden geleden een kolonist hebben doodgeschoten bij het Za'atra-checkpoint in Nabloes. De 8e werd het alsnog gesloopt, niet - zoals gebruikelijk met een bulldozer - maar door het op te blazen.
Dezelfde dag nog liet het US State Department weten dat Staatssecretaris Antony Blinken tegenover Israëlische senior officials van zijn bezorgdheid had blijk gegeven over de sloop van een huis van een hele familie. En, zo had hij gezegd: "We zullen dat blijven doen zolang deze praktijken doorgaan".
Op vrijdag 27 augustus was Bennett in Washington voor een top met president Joe Biden. Deze was een dag uitgesteld ivm een terreuraanslag op het vliegveld van Kabul, waarbij 13 Amerikaanse militairen om het leven waren gekomen. Zo kwam het dat Bennett, die de sabbat houdt, eerst zaterdagavond terug naar huis vloog.
Het betrof een kennismakingsbezoek. Belangrijkste punt van overeenkomst: Iran mag géén kernwapens ontwikkelen. Biden zei eerst de diplomatie een kans te willen geven. Als die faalt komen andere middelen in zicht. Bennett zei nog eens dat er geen tijd te verliezen was en dat zij samen zouden werken. Biden benadrukte dat de veiligheid van Israël voor hem paramount was en dat hij zou zorgen dat de antiraket-raketten voor Israël's Iron Dome-afweersysteem door de VS zouden worden aangevuld.
Bennett was zeer te spreken over de ontmoeting en hij nodigde Biden uit voor een bezoek aan Israël zodra de Delta-variant onder controle was. Het Palestijnse vraagstuk kwam nauwelijks aan de orde en dan nog in de marge. Volgens Biden was het noodzakelijk de kwaliteit van leven van de Palestijnse bevolking te verbeteren. Privaat herhaalde hij zijn wens om het Amerikaanse consulaat in (Arabisch) Oost-Jeruzalem te heropenen (zodra Bennett zijn begroting door de Knesset had gekregen).
Een kleine week erna kwam de Israëlische minister van Buitenlandse zaken, Yair Lapid (Bennetts politieke partner), met de waarschuwing dat dit laatste geen goed idee zou zijn en de nieuwe Israëlische regering zou kunnen ondermijnen: "Wij weten dat de Amerikanen hier anders naar kijken, maar aangezien dit in Israël is, zijn we er zeker van dat ze zéér oplettend naar ons luisteren!"
Dan was er de beslissing van de regering-Biden om de Israëlische spyware-firma's NSO Groep en Candiru op de zwarte lijst te plaatsen, omdat volgens de Amerikanen hun producten werden gebruikt door autoritaire regeringen om de smartphones van dissidenten en mensenrechtenactivisten te hacken. Daar zat Bennett verveeld mee.
Eind oktober gaven senior officials van het Amerikaanse State Department uitdrukking aan de diepe bezorgdheid ("deep concern") van de regering-Biden over de Israëlische plannen om 3100 wooneenheden te bouwen op de Westbank en "opening bids" te laten doen voor nog eens 1300 eenheden. Een zorg die toenam naarmate deze in zich al volgens het internationale recht illegale nederzettingen dieper in de Westbank lagen.
Zodra de regering-Bennett/Lapid de staatsbegrotingen door de Knesset had gekregen, verklaarden Bennett en Lapid eendrachtig voor de verzamelde pers dat er in Jeruzalem geen plaats was voor een Amerikaans consulaat tbv Palestijnen. Als zij het willen vestigen in Ramallah, prima, maar soevereiniteit over Jeruzalem komt toe aan Israël alleen. Zij gaven aan dit standpunt aan de regering-Biden te hebben laten weten.
Donderdag 2 december vroeg US Secretary of State Blinken tijdens een "intens" telefoongesprek dringend aan Bennett om geen goedkeuring te geven aan een beslissing van de planning commissie van de gemeente Jeruzalem om 9000 wooneenheden te bouwen in Atarot in Oost-Jeruzalem. Die zouden moeten komen op een groot onbebouwd gebied van het vroegere Qalandya vliegveld. Een laatste mogelijkheid (naast "E1") voor de Palestijnen om een aaneengesloten gebied te krijgen dat de noordelijke met de zuidelijke Westbank verbindt. De Israëlische regering zou eerst de indruk hebben gewekt dat het plan van tafel was, maar de Amerikanen hadden uit de media moeten vernemen dat het toch voor maandag 6 december op de agenda stond volgens de website van het ministerie van Binnenlandse Zaken. Op dezelfde 6e december maakten gemeenteambtenaren van Jeruzalem/Al Quds bekend dat het plan voor deze grote nederzetting voor zeer orthodoxe joden te midden van drie overbevolkte Palestijnse wijken, een jaar wordt uitgesteld in verband met een milieu-effect-rapportage die nog plaats moet vinden.
Tijdens datzelfde gesprek kwam natuurlijk Iran weer aan de orde. Bennetts missie blijft de Amerikanen te overtuigen van een harde aanpak en te stoppen met de diplomatieke. Regeringsofficials van de VS vinden Israël's aanslagen in Iran contraproductief: zij zouden Iran slechts sterken in hun verlangen naar een nucleair wapen. Ook een missie van Israël's minister van defensie Benny Gantz en het hoofd van de Mossad Barnea daags hierna zou de Amerikanen niet van gedachte hebben doen veranderen. De Israëliërs zouden van de VS een garantie willen dat zij in elk geval - ook als er een deal tot stand zou komen - de vrijheid houden in Iran sabotageacties te plegen.

#### Iran
Op zondag 20 juni 2021 waarschuwde hij betrokken landen niet langer met Iran te onderhandelen over een nieuw nucleair akkoord. "Het zijn massamoordenaars!", benadrukte hij.
Enkele dagen later gaf hij aan dat zijn regering met de regering-Biden zou samenwerken op het vlak van Iran en de wens van de VS om het Nucleair Akkoord van 2015 met Iran nieuw leven in te blazen. Maar zo nodig zal Israël zichzelf verdedigen. Dat is onze eigen verantwoordelijkheid.
Zondag 1 augustus 2021 reageerde Bennett op de aanval op een olietanker op 29 juli bij Oman, volgens Israël, het Verenigd Koninkrijk en de VS met een drone. Een Brit en een Roemeen kwamen om. Het schip wordt geëxploiteerd door een Britse rederij, die eigendom is van een Israëlische miljardair. Bennett wees Iran aan als de schuldige: zij wilden een Israëlisch doelwit raken. Iran is een gevaar voor Israël, zei hij, maar ook voor de vrijheid van scheepvaart en voor de wereldhandel. "Wij weten hoe wij op onze eigen manier een boodschap naar Iran moeten sturen."
Premier Bennett stond in zijn toespraak tot de Algemene Vergadering van de Verenigde Naties in september van hetzelfde jaar weer en langdurig stil bij het grote gevaar van (een nucleair) Iran.
Zondag 27 maart 2022 kon zijn minister van Buitenlandse zaken Lapid zijn collega's van de Verenigde Arabische Emiraten, Egypte, Marokko en Bahrein ontvangen voor "The Negev Summit" in kibboets Sde Boker aldaar (waar David Ben Goerion woonde en waar zijn graf is; zijn gasten gingen niet in op de vraag om een steentje op zijn graf te komen leggen). Ook hun Amerikaanse collega, Antony Blinken, was aanwezig. Doel van deze top was overleg te voeren over de zorgen die deze landen zich maken over het - in hun ogen wankele - kernakkoord dat westerse landen met de VS voorop met Iran willen gaan sluiten. Het is de bedoeling deze ontmoeting jaarlijks te gaan organiseren. Blinken en zijn Arabische collega's maakten een klein buiginkje naar de Palestijnen door aan te blijven dringen op "de realisering van een volwaardige Palestijnse staat naast Israël".

#### Duitsland
Op 10 oktober 2021 begon Angela Merkel, bondskanselier van Duitsland, voor de 7e en laatste keer tijdens haar ambtsperiode een bezoek aan de staat Israël. Ook nu weer bracht zij een bezoek aan Yad Vashem, zoals zij de zes eerdere keren deed. Tijdens dit hartelijke afscheidsbezoek werden eredoctoraten verleend en was er een bijeenkomst van Duitse en Israëlische economen en zakenlieden. Tijdens de persconferentie aan het eind van de ontmoeting met premier Naftali Bennett zei zij o.a.:
De veiligheid van Israël maakt deel uit van ons staatsbelang (Staatsräson). Dit bepaalt het optreden van Duitsland ook al lopen onze meningen over afzonderlijke kwesties uiteen ... Duitsland is niet neutraal als het gaat om de veiligheid van Israël... Centraal punt in onze visie is een veilige, Joodse en democratische staat Israël ... Ook al lijkt het idee van een tweestatenoplossing op dit moment bijna hopeloos, toch moet men daaraan blijven vasthouden en voor ogen blijven houden hoe ook de Palestijnen veilig en in één staat kunnen leven.
Bennett nam meteen publiekelijk afstand van haar opmerking over de tweestatenoplossing. Volgens hem betekende deze zeer waarschijnlijk een terreurstaat op 7 minuten van zijn huis. Ik ben een pragmatisch mens. De Palestijnen gaan niet weg en wij gaan niet weg. Ik wil het leven van alle betrokkenen gemakkelijker maken

#### Verenigde Arabische Emiraten
In september 2020 hebben de Verenigde Arabische Emiraten en Israël de zogeheten Abraham-akkoorden ondertekend. Op 13 december 2021 werd premier Bennett hartelijk ontvangen in Abu Dhabi door kroonprins Mohammed bin Zayed Al Nahyan. Er werd een principeafspraak gemaakt over vrijhandel tussen beide landen, die in januari 2022 moet ingaan. Ook werd gesproken over een gezamenlijk fonds ten behoeve van de productie van duurzame energie. Bin Zayed nam de uitnodiging aan om Israël te bezoeken. Bennett beloofde een goed woordje te zullen doen bij de Amerikaanse regering zodat deze hun bezwaar tegen de levering van F-35 gevechtsvliegtuigen aan de VAE zou laten vallen.

## Palestijnen-politiek

#### Jeruzalem/Al-Qoeds[43]
In 2022 besloot de regering Bennett ,in tegenstelling tot 2021, de jaarlijkse Jeruzalem-mars door te laten gaan langs de traditionele route, dwz dwars door het Palestijnse deel van het oude stadscentrum. Voor de gelegenheid werden een paar duizend politieagenten opgeroepen. Uiteindelijk liepen een geschatte 50.000 zingende, dansende , voor het merendeel jonge nationalistische Joden met vlaggen door Jeruzalem/Al Quds. Honderden van hen baanden zich een weg naar het plein op de Tempelberg, het plein van de Haram al-Sharif en de Al-Aqsamoskee, waar tot het jaar 70 AD de Joodse Tempel gestaan heeft. De gebruikelijke anti-Arabische slogans werden geroepen en het kwam tot gevechten met Palestijnen. 62 van hen raakten gewond, 23 moesten in het ziekenhuis worden behandeld. Vijf Israëlische agenten zouden gewond zijn geraakt. Premier Bennett verdedigde het besluit deze route te nemen want: 'het gaat om onze soevereiniteit'. Volgens hem had de menigte zich goed gedragen, op kleine groepjes van "Lehava" (Meir Kahane) en "La Familia" (voetbalsupporters) na.

#### Binnen Israël
Zondag 24 oktober 2021 keurde de regering-Bennett een plan ter waarde van een kleine 9 miljard euro goed om de levensomstandigheden van Israël's grote Palestijns-Arabische minderheid te verbeteren. Volgens deze laatste had Israël haar grotelijks verwaarloosd qua geld en menskracht. Het grootste deel van de kapitaal-injectie gaat naar huisvesting, onderwijs, infrastructuur en werkgelegenheidsprojecten (in bv. hi-tech). Het gaat om een vijfjarenplan. Een kleine miljard gaat naar politie-toezicht en naar de bestrijding van criminaliteit. Door moeilijke sociale omstandigheden worden Palestijnse buurten geplaagd door bendevorming en oplopende criminaliteit. Alleen al vanaf begin januari tot einde oktober 2021 vielen 100 Arabische doden als gevolg hiervan. Er werd al vaker gedemonstreerd voor een aanpak hiervan. Een kleinere kapitaalinjectie eerder zou hebben gefaald door gebrekkige samenwerking en tekort aan vertrouwen tussen "de partijen". Bennett: "Het zal niet gemakkelijk zijn, maar we moeten slagen!"
Mansour Abbas, leider van de Palestijns-Arabische partij Ra'am, die aan de regering-Bennett meedoet, verwelkomde het plan als een goed begin. Palestijnse critici meenden dat geld injecteren alleen onvoldoende is om ongelijkheid en achterstand op te lossen. Het plan zal een onderdeel vormen van de nationale begroting, waarover in november in de Knesset moet worden gestemd. Op 4 en 5 november werden de begrotingen voor 2021 en 2022 dan inderdaad nipt aangenomen, zodat Bennett zijn plan kan uitvoeren.
Nadat binnen acht dagen (22 maart - 29 maart 2022) drie aanslagen waren gepleegd in Israël (in Beer Sheva, Hadera en Bnei Barak (voorstad van Tel Aviv)) door 4 Palestijnen waarbij elf Israëliërs werden doodgeschoten zei premier Bennett dat zijn regering zou reageren met "doorzettingsvermogen, koppigheid en een ijzeren vuist". Hij stuurde extra eenheden van het leger naar de Westelijke Jordaanoever en de politie werd in de hoogste staat van paraatheid gebracht. De Palestijnse daders, waarvan drie Israëliërs (die tot IS zouden hebben behoord), waren ter plekke doodgeschoten.
De 7e april daarop schoot een Palestijn in een restaurant in Tel Aviv drie Israëliërs dood. Hij vluchtte, maar werd de volgende dag gevonden en dood geschoten.
Tijdens een persbriefing door zijn collega Benny Gantz zei Bennett: We geven een totale actievrijheid aan het leger, aan Shin Beth (de binnenlandse inlichtingendienst), en aan alle veiligheidstroepen om de terreur te overwinnen. Er zijn geen beperkingen op deze oorlog en er zullen er geen zijn.
En Gantz voegde daaraan toe: Israël is het machtigste land in de regio. Onze vijanden weten dat. (...) De strijdkrachten en de andere veiligheidsdiensten zullen alle nodige offensieve en defensieve capaciteit gebruiken om deze golf van terrorisme de kop in te drukken. Hiermee was Operatie Golfbreker (Eng.: "Break the Wave") een feit.
181 miljoen shekels gaan naar de Israëlische politie. 111 miljoen nu en de overige 70 miljoen in Augustus. Een "Shin Bet brigade" van reservisten, 200 soldaten extra voor de grenspolitie (Border Police) en meer beschermende middelen. Het jaar 2022 zou een jaar worden met de meeste doden aan beide zijden sinds de Tweede Intifada : 27 Israëliërs (10 aanslagen) en 150 Palestijnen (invallen in vluchtelingenkampen, m.n. Jenin, Nabloes en Dheisheh).

#### Vredesbesprekingen?
Bennett heeft herhaaldelijk - ook als premier - gezegd geen Palestijnse staat te willen ("Geen terreurstaat vlak bij mijn huis"). Hij wil ook niet met de Palestijnse autoriteit praten, zolang deze een strafzaak tegen Israël voorbereidt bij het Internationaal Strafhof in Den Haag en maandelijkse vergoedingen uit laat keren aan familieleden van door Israël gedode Palestijnse "terroristen". Als Lapid en Gantz met Abbas willen praten ok, die "zijn nu eenmaal links". Gantz sprak eind augustus 2021 met Abbas en bracht een kapitaal mee om Abbas economisch te steunen én in zijn repressie tegen Hamas.

#### Nederzettingen Westelijke Jordaanoever

##### Evyatar
Voor deze sinds 2 mei 2021 uit de grond gestampte - volgens internationaal recht illegale - nederzetting van vijftig Israëlische orthodox-joodse families, gelegen op een heuvel geclaimd als een grond van o.a. het Palestijnse dorpje Beita ten zuiden van Nabloes, kwam Bennett 30 juni 2021 met een soort vertrek-en-blijf-compromis. Geconfronteerd met het evacuatiebevel van de Hoge Raad, zullen de bewoners worden geëvacueerd, met uitzondering van een jeshiva en een militaire basis. Bewoners zullen terugkeren als de commissie besluit dat Evyatar zich niet op Palestijns particulier terrein bevindt. In de tussentijd zijn regering samen met de Civiel Bestuur van de Westbank (C-gebied) gaat kijken of er - volgens Israëlische maatstaven - een rechtsgrond is te vinden om het land tot staatsland te verklaren. In de afgelopen maanden werden vijf Palestijnen gedood in gerelateerde confrontaties.
Op het horen van deze oplossing verklaarde Ayelet Shaked, minister van Binnenlandse Zaken, dat het ondertekenen van deze overeenkomst een belangrijke stap vormt voor de kolonistenbeweging in het land Israël. "Deze pioniers laten zien wat zionisme is!" In 2013, 2016 en 2018 werd al – tevergeefs - geprobeerd hier een nederzetting te stichten. Op 2 mei 2021 kwam weer een kolonist om (uit Itamar) en besloot men weer een poging te wagen.
Sinds mei hebben honderden Palestijnen uit de omgeving "Nachten van Verwarring" (Nights of Confusion) georganiseerd. Met brandende met petroleum gevulde autobanden(rookontwikkeling), "pipe bombs" (luide knallen) en laserlichtstralen wilde men kolonisten en militairen ook ‘s nachts van hun aanwezigheid laten weten.
Uren voordat hij zijn post verliet, verklaarde procureur-generaal en juridisch adviseur van de staat Avichai Mandelblit 1 februari 2022 dat er geen wettelijke bezwaren zijn tegen de overeenkomst tussen de regering-Bennett en de Regionale Raad van Samaria, een kolonistenorganisatie, om de buitenpost, die op het land van het Palestijnse dorp Beita is gebouwd, te legaliseren. Minister van Defensie Benny Gantz zou echter de uiteindelijke zeggenschap hebben over de zaak. Lapids ministerie van Buitenlandse Zaken vreest dat de relatie met de VS erdoor beschadigd zou kunnen worden. Voor Meretz zou het tegen de coalitieovereenkomst zijn.

#### Andere nederzettingen
In de week van 21 oktober 2021 begonnen Israëlische kolonisten in het oude busstation (en oude legerbasis ) van de Oude Stad van Hebron (Al-Khalil) de bouw van een nieuwe settlement met 31 wooneenheden. De regering-Bennett greep vooralsnog niet in.
Op 24 oktober 2021 publiceerde het ministerie van woningbouw vervolgens 13 aanbestedingen voor de door zijn voorganger goedgekeurde bouw van 1355 wooneenheden in settlements en nog 83 wooneenheden in de nederzetting Givat Hamatos in Oost-Jeruzalem (Al-Quds). Eerstgenoemde settlements liggen diep in de Westbank.
Voor alle stappen in het bouwproces is de goedkeuring van de minister van defensie noodzakelijk.
Op 27 oktober 2021 keurde de regering-Bennett (via de Higher Planning Council van de Civiele Administratie) voor het eerst plannen goed voor de bouw van woningen in een aantal nederzettingen buiten de Groene Lijn en in Palestijnse gemeenten daar! Naast 30 plannen met 2860 woningen voor settlements ook 6 plannen met 1303 woningen voor Palestijnse gemeenten daar. De nederzettingen zijn Revava, Elon Moreh, Kedumim, Karnei Shomron, Gush Etzion en in de heuvels rond Hebron. De Palestijnse premier Mohammed Shtayyed reageerde boos: 'Dit is een aanval op ons volk!'
Van de genoemde 1303 wooneenheden voor Palestijnen kregen 170 - voor de plaats Barta'a - definitieve goedkeuring. De rest slechts voorlopige. Het kan nog jaren duren voor ook zij definitieve goedkeuring krijgen. Als deze al komt want bezwaren kunnen nog worden ingediend, bv door kolonisten of door het Joods Nationaal Fonds.
Donderdag 12 mei 2022 keurde Israël de bouw van 4427 wooneenheden voor Joden goed op de Westelijke Jordaanoever. De dag erna kwamen 15 Europese landen met een veroordeling daarvan omdat het tegen het internationaal recht ingaat en vrede tussen Israël en de Palestijnen in de weg staat.

##### E1
E1 (ook wel East (Oost) 1, Hebreeuws: Mevaseret Adumim) is een, op een politiebureau na, onbebouwd gebied buiten de zg. Groene Lijn ten westen en ten noorden van de door joodse Israëliërs gestichte nederzetting Ma'ale Adumim (illegaal volgens Int.Gem.), ten oosten van de Palestijnse plaatsen Az Za'ayyam en Al'Eizariya (oostelijk van Jeruzalem). In Oslo-termen is het C-gebied, waar zowel militaire controle als civiel bestuur tijdelijk, in afwachting van de uitkomst van vredesonderhandelingen, in Israëlische handen zou blijven. In het gebied proberen ook bedoeïenen hun bestaan zo goed mogelijk voort te zetten. Sinds 1994-5 (premier Rabin) wilden opeenvolgende Israëlische regeringen dit gebied ontwikkelen als deel van een corridor Jeruzalem- Ma'ale Adumim - Jordaanvallei. Zij ondervonden hierbij herhaaldelijk grote diplomatieke tegenstand van de Palestijnen, van de Europese Unie alsmede de VS, die dit gebied zien als essentieel voor een ononderbroken Palestijnse staat. Begin februari 2022 hebben premier Bennett en minister van defensie Gantz nu tijdens de 4e van de 6 autorisatiefases opdracht gegeven aan de Hoge Planningsraad van het Civiel Bestuur van de Westelijke Jordaanoever (Israël: Judea en Shomron) om de besprekingen over E1 stop te zetten. Dit geschiedde onder druk van coalitiepartner Meretz (voor wie dit een rode lijn onderwerp was), maar algemeen wordt zeker ook diplomatieke druk door de Amerikaanse regering Biden erachter gezien. Met het E1-plan zouden een 3500 wooneenheden (voor Joodse Israëliërs) zijn gemoeid.

#### Mensenrechten
Op 22 oktober 2021 verklaarde de regering-Bennett, bij monde van Benny Gantz , Israëlisch minister van defensie, dat Al-Haq (en 5 andere Palestijnse groepen bekend om hun werk voor de mensenrechten van Palestijnen) terroristische organisaties waren met undercover-links met het PFLP. Daarmee werden deze organisaties buiten de wet gesteld. Iedereen die met hen samenwerkt riskeert strafrechtelijke vervolging. Israël zou dit aan de internationale instanties/groepen laten weten die Al-Haq en de andere financieel of anderszins ondersteunen. Volgens het ministerie was hun mensenrechtenwerk een coverup van deze link met deze terreurgroepering, die volgens Israël uit is op de bevrijding van Palestina en de vernietiging van Israël. Hun subsidies zouden in feite naar het PFLP gaan. Volgens directeur Shawan Jabarin was het een poging van Israël om critici de mond te snoeren. De Israëlische mensenrechtengroep Btselem noemde de Israëlische beschuldiging "een karakteristieke handelwijze van totalitaire regimes" om van onwelgevallige groepen af te komen. Amnesty International en Human Rights Watch kwamen met een gezamenlijke verklaring, waarin zij o.a. stelden: Deze vreselijke en onterechte beslissing is een aanval van de Israëlische regering op de internationale mensenrechtenbeweging.. De VS hebben Israël om tekst en uitleg gevraagd.
Op 3 november heeft de commandant van IDF Central Command een militaire order ondertekend dat de zes mensenrechtenorganisaties op de Westbank verbood. Het bevel is gebaseerd op artikel 84 van de Defence (Emergency) Regulations van 1945, uitgevaardigd door de Britse mandataris en kort voor het eind van het mandaat ingetrokken. Inmiddels heeft reeds een donor de banden met Defence for Children International-Palestine verbroken.

## Verhouding met de godsdienstige gemeenschappen

#### Jodendom
Nu er geen orthodoxe partijen zitten in de regeringscoalitie of die deze steunen, is er meer ruimte gekomen voor andere geluiden. Dit bleek begin december bij de Kotel. Daar hielden Joodse vrouwen van de actiegroep "Women of the Wall", die een Thorarol langs de beveiliging hadden gesmokkeld, een gebedsdienst, waarbij zij de Thora toonden, eruit lazen en baden. Zij doen dit maandelijks en eisen een eigen plek bij de Westelijke Muur op, waar zij ongestoord hun eigen (gebeds)gang kunnen gaan. Dit leverde taferelen op van orthodoxe mannen en hun vrouwelijke medestanders die luid tegen deze uiterst verboden daad protesteerden.

## COVID-19
Eind juni 2021 werden – met een oprukkende deltavariant - meer dan 100 nieuwe gevallen per dag gemeld. Er moesten binnen weer mondkapjes gedragen worden en de regels om Israël weer binnen te mogen werden weer aangescherpt. Ook riep Bennett het crisiscomité van ministers weer tot leven. Hij wil –zolang het aantal ziekenhuisopnames niet stijgt- de "routine" van de burgers "zo weinig mogelijk onderbreken". Hij riep de jongeren op zich te laten vaccineren.
Op 11 juli 2021 maakte minister van Volksgezondheid Horovitz bekend dat Israël inwoners met een kwetsbare gezondheid een derde vaccinatie met Pfizer/ BioNtech gaat aanbieden. Overwogen wordt of dit ook voor de rest van de bevolking moet gaan gelden.
Zondag 1 augustus is Israël begonnen 60plussers die 5 maanden geleden hun tweede vaccinatie hebben gehad deze derde prik te geven. Israël gaat vanaf de late zomer 2021 ook kinderen van 5 tot en met 11 jaar vaccineren die kans lopen op ernstige complicaties na besmetting met het Corona-virus. Ivm toenemende besmettingen met de zeer besmettelijke Deltavariant wordt ook het zg 'Groene Pas'-programma weer ingevoerd. Personen ouder dan 12 jaar moeten, als ze naar plaatsen gaan waar meer dan 100 mensen samen zijn, kunnen aantonen dat ze zijn gevaccineerd, zijn hersteld van een Corona-besmetting of in de afgelopen 72 uur een negatief testresultaat hadden.
Premier Bennett sprak later in zijn toespraak tot de Algemene Vergadering van de Verenigde Naties in september van hetzelfde jaar over het grote succes dat dit 3e Booster-vaccin bleek te zijn. Eind november heeft ongeveer de helft van de bevolking de boosterprik gehad. Ondanks deze campagne was er de voorbije maanden een toename te zien van de Delta-variant.
Donderdag 25 november laat verklaarde de regering Zuid-Afrika en zes andere Afrikaanse landen tot landen met code rood. Niet-Israëliërs uit die landen mogen Israël niet meer binnenkomen, Israëliërs moeten na terugkomst in quarantaine. De reden is de ontdekking van een nieuwe variant van het Coronavirus in Zuid-Afrika, die zich in de provincie Gauteng zeer snel aan het verspreiden zou zijn. Niet in de laatste plaats onder jongeren. Israël heeft al één en mogelijk drie gevallen in eigen land ontdekt.
Naar aanleiding van deze zeer besmettelijke nieuwe variant, Omikron, besloot Israël in december ertoe over te gaan om kwetsbare Israëliërs een vierde vaccinatie aan te bieden. Eind december werden eerst medische vrijwilligers gevaccineerd met het Pfizer-vaccin.

## Klimaatverandering
Op 1 november 2021 sprak hij de door de VN georganiseerde COP Glascow 2021 (Conference of the Parties) toe. Hij zei dat Israël in 2050 klimaatneutraal zou zijn. Zijn land stond aan het begin van een klimaatrevolutie. Harde maatregelen en een tijdspad vermeldde hij niet.

## Politieke opvattingen
Bennett wil dat zo'n 60 procent van de Westelijke Jordaanoever bij Israël wordt ingelijfd. Dit betreft de C-zone waar behalve 350.000 Israëliërs ook (volgens de Verenigde Naties) 150.000 Palestijnen wonen die als gevolg van zijn plan dan het Israëlische staatsburgerschap zouden krijgen. Voor de rest van de Westelijke Jordaanoever is in zijn optiek een beperkte zelfstandigheid weggelegd waar het Israëlische leger de dienst blijft uitmaken, maar niet de idee van een Palestijnse staat. Hij wordt in zijn mening gestaafd door zijn godsdienstige overtuiging op grond waarvan hij meent dat God de Joden de land van Israël heeft beloofd waartoe ook de Westelijke Jordaanoever behoort.
Wat economische problemen aangaat, ziet hij wat betreft aanpak overeenkomsten met de Arbeidspartij. Zijn gedachtegoed lijkt niet alleen aan te slaan bij nationalistische Israëli's met een godsdienstige overtuiging maar ook bij seculiere landgenoten met een nationalistische voorkeur, iets waar hij in zijn campagne ook uitdrukkelijk op mikte door bewust te streven naar een vereniging van alle Joodse Israëli's.
Eind juli 2013 kwam hij als minister in opspraak nadat hij had gezegd dat "hij veel Arabieren vermoord heeft, en daar geen problemen mee heeft", en vervolgens ontkende dit te hebben gezegd.
Als minister van Onderwijs wil hij in Israël de positie van het joodse geloof en de cultuur verstevigen, door dat in het onderwijs verplicht te stellen. Hij krijgt daarbij tegenstand van onder meer dr. Zeev Degani, hoofd van de Gymnasia Herzliya Hogeschool in Tel Aviv.

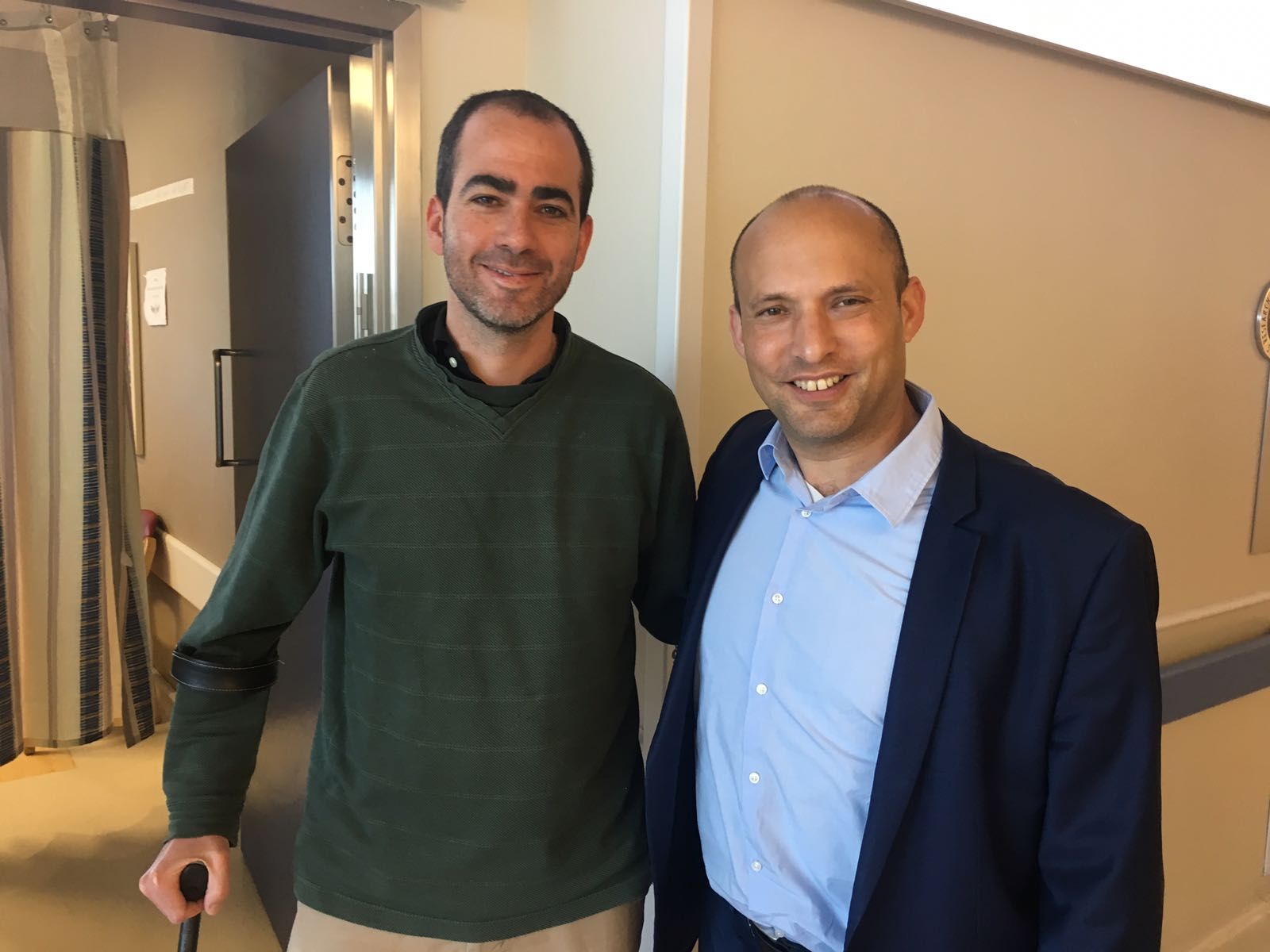
Bennett en dokter Lubotzky

Begin januari 2017 keurde de Veiligheidsraad van de Verenigde Naties in resolutie 2334 de voortgaande kolonisatie met nederzettingen door Israël op de Westelijke Jordaanoever en Oost-Jeruzalem nogmaals af. Bennett reageerde met de woorden "The solution is to do what we did in Jerusalem and the Golan Heights and extend Israel’s sovereignty there" , en kondigde aan een wetsvoorstel in te dienen om zo snel mogelijk de Israëlische nederzetting Ma'ale Adoemim te annexeren als eerste stap naar annexatie van de, in de Oslo-akkoorden zo genoemde, "C-zone" van de Westelijke Jordaanoever: een maximum aan land innemen met een minimum aan Palestijnen.
Op 8 oktober 2018 viel hij Defensieminister Avigdor Liberman aan in een redevoering op het Institute for National Security Studies, die ook op de Israëlische legerradio werd uitgezonden. Volgens Bennett was deze niet hard en niet consequent genoeg in zijn aanpak van Palestijnse terroristen. Hij zou de IDF bevel geven elke Palestijn uit de Gazastrook dood te schieten (to shoot and kill), die illegaal de grens met Israël overstak of die met een vlieger in Israël brand stichtte. Hem werd gevraagd: "Ook als het kinderen zijn?" "Het zijn geen kinderen, het zijn terroristen (...) ik heb de foto's gezien." Liberman heeft 102 huizen van terroristen klaargemaakt voor sloop, maar verder doet hij niets. Volgens Bennett moet elke woning van een terrorist gesloopt worden Ten slotte vroeg hij direct een einde te maken aan de maandelijkse uitkering van 15.000 NIS door de Palestijnse Autoriteit aan de familie van wat hij terroristen noemde. Liberman gaf hem in reactie een sneer en noemde hem zo'n onverantwoordelijke "outpost-jongere" uit Ra'anana ("hilltop youth").
Begin februari 2019 was hij een van de ondertekenaars van een petitie door de Nahala-beweging aan het adres van de (volgende) Israëlische regering, waarin gevraagd wordt héél de door Israël bezette Westelijke Jordaanoever te koloniseren met twee miljoen joden. Daartoe moet het twee-statenmodel worden losgelaten en de geldende bouwstop buiten de "officiële blokken met nederzettingen" (die de VN als illegaal beschouwd). Het gaat om een plan van Jitschak Sjamier uit de jaren '90 van de vorige eeuw. De Nahala-petitie heeft het over: Het land Israël: één land voor één volk.
In 2015, na de moord op een 16-jarig tienermeisje tijdens de gay pride-parade in Jeruzalem, gaf Bennet - die toen minister van Onderwijs was - het ministerie van Onderwijs de opdracht programma's voor te bereiden om toekomstige aanvallen op de LGBTQ-gemeenschap te voorkomen, waarbij hij zei: "We reageren op deze aanval met acties en niet alleen met praten." Terwijl Bennett zijn steun heeft uitgesproken voor LGBTQ-rechten en zei dat "ze alle burgerrechten verdienen", verklaarde hij eind 2020 dat hij geen plannen had om beleidswijzigingen door te voeren om LGBTQ-mensen te helpen.

## Privé
Naftali Bennett is getrouwd en heeft vier kinderen. Bennett is woonachtig te Ra'anana, een rijke voorstad boven Tel Aviv. Hij heeft twee broers, Asher, een zakenman, en Daniël, die accountant is.